# El Huizachal (San Isidro)
El Huizachal también conocido como San Isidro, es una localidad de México perteneciente al municipio de Chapantongo en el estado de Hidalgo.

## Geografía
A la localidad le corresponden las coordenadas geográficas 20° 17’ 10.989” de latitud norte y 99° 23’ 51.515” de longitud oeste, con una altitud de 2139 m s. n. m.
En cuanto a fisiografía se encuentra dentro de las provincia del Eje Neovolcánico, dentro de la subprovincia de Llanuras y Sierras de Querétaro e Hidalgo; su terreno es de lomerío. En lo que respecta a la hidrografía se encuentra posicionado en la región Panuco, dentro de la cuenca del río Moctezuma, en la subcuenca del río Alfajayucan. Cuenta con un clima templado subhúmedo con lluvias en verano, de humedad media.

## Demografía
En 2020 registró una población de 572 personas, lo que corresponde al 4.41 % de la población municipal. De los cuales 266 son hombres y 306 son mujeres. Tiene 5167 viviendas particulares habitadas.
| Gráfica de evolución demográfica de El Huizachal entre 1980 y 2020                           |
|                                                                                              |
| Población de los censos y conteos del Instituto Nacional de Estadística y Geografía (INEGI). |

## Economía
La localidad tiene un grado de marginación alto y un grado de rezago social bajo.